# Fissurella nimbosa
Fissurella nimbosa är en snäckart som först beskrevs av Carl von Linné 1758.  Fissurella nimbosa ingår i släktet Fissurella och familjen nyckelhålssnäckor. Inga underarter finns listade i Catalogue of Life.

## Bildgalleri

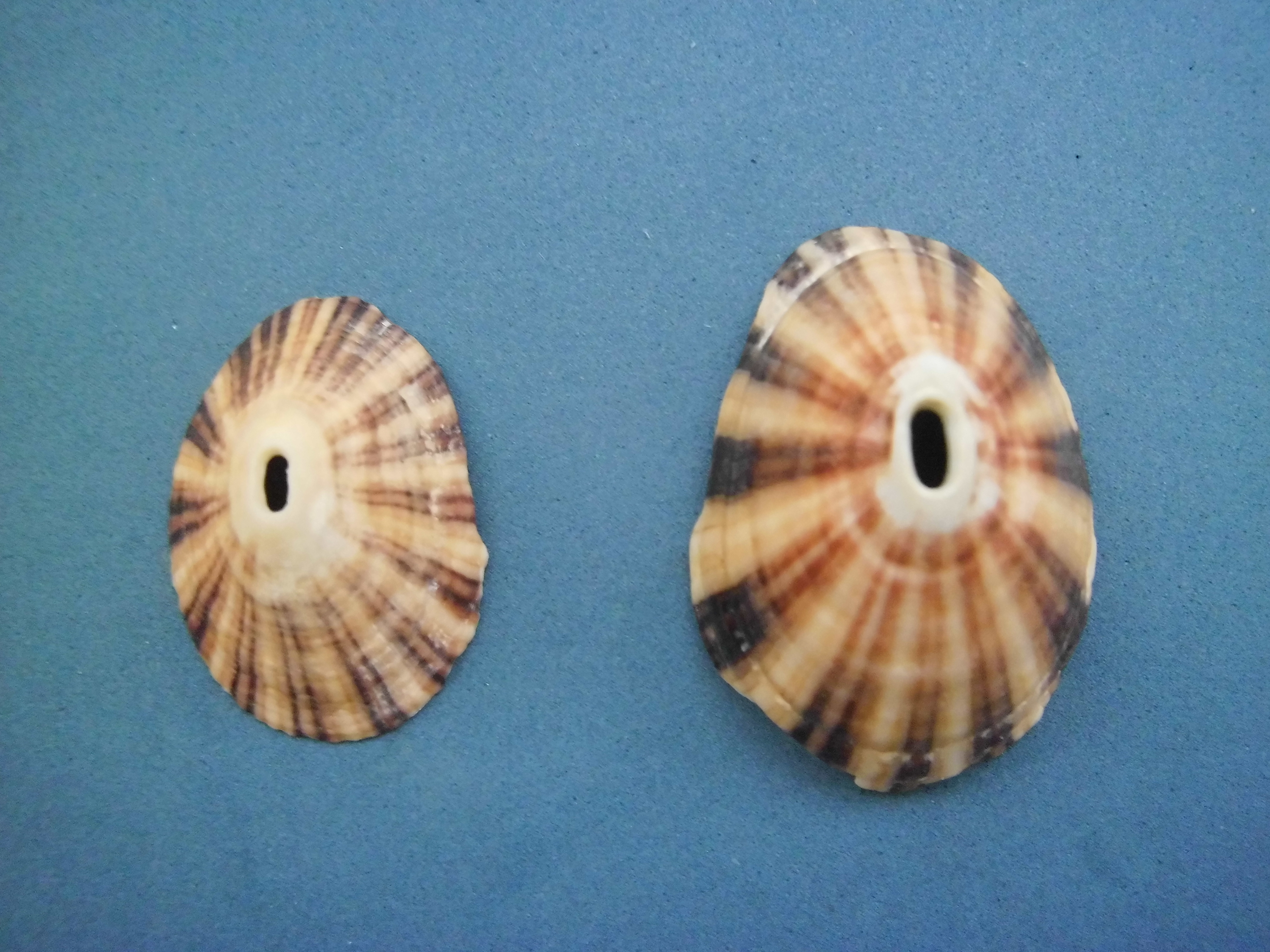
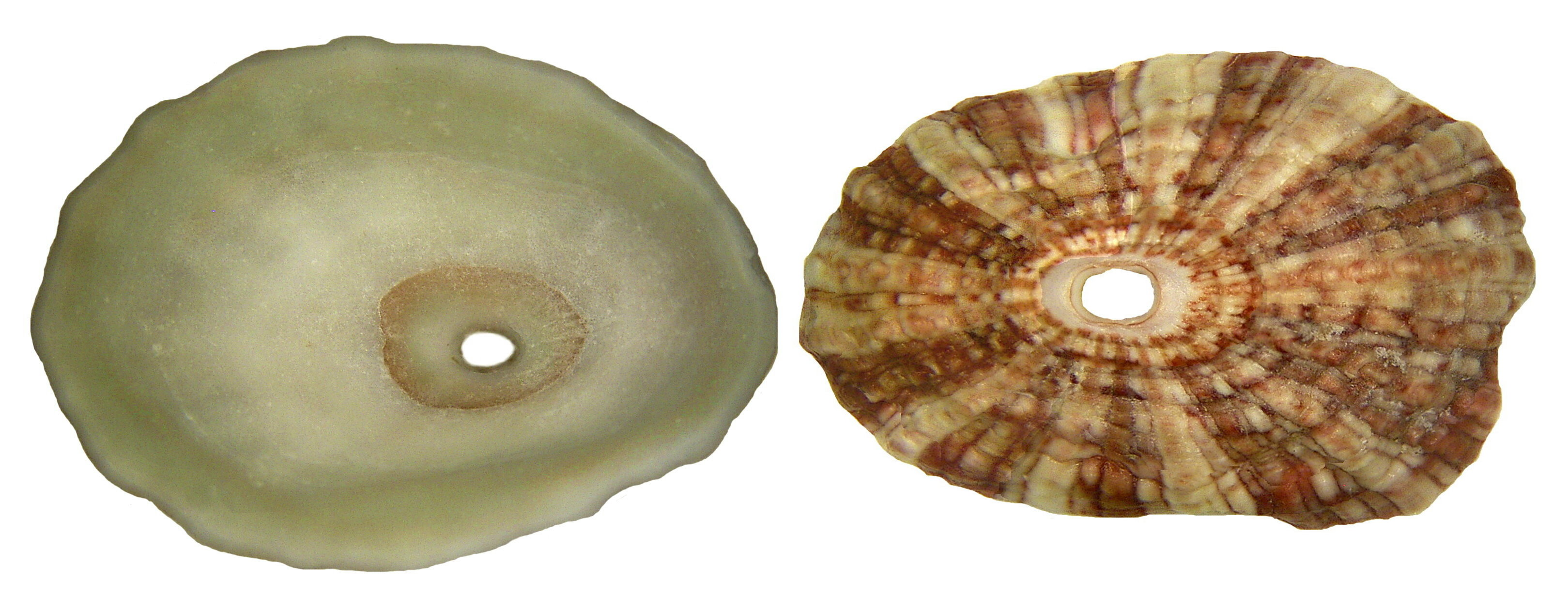